# Feaella perreti
Feaella perreti är en spindeldjursart som beskrevs av Volker Mahnert 1982. Feaella perreti ingår i släktet Feaella och familjen Feaellidae. Inga underarter finns listade i Catalogue of Life.